# Bátai György (lelkész, 1662–1698)
Bátai György (Kolozsvár, 1662 – Kolozsvár, 1698. november 11.) református lelkész.

## Élete
Id. Bátai György fia volt. A kolozsvári református egyház apja iránt való jóindulatból az árva fiút saját költségén 1685-ben Hollandiába, a franekeri egyetemre küldte ki. Hazaérve Kolozsváron lett lelkész. Az Alvincziana resolutio értelmében az unitáriusoknak átadott óvári templomban ő tartotta az utolsó református prédikációt.
Értekezései közül a Disputatio theologiae naturalis a coccejanus bölcselet hívének mutatja; Isten megismerésénél a Biblia mellett a józan ész szerepét hangúlyozza.

## Munkái
- Disputatio theologiae naturalis et principiorium eius. Franeker, 1688.
- Dissertatio philologico-theologica de agno paschali vero Christi typo. Partes 3. Franequerae, 1689.
- Utolsó tisztesség, mely adatott… malomvizi Kendeffi János uramnak. Kolozsvár, 1697.